# 479
479（四百七十九、四七九、よんひゃくななじゅうきゅう）は自然数、また整数において、478の次で480の前の数である。

## 性質
- 479は92番目の素数である。1つ前は467、次は487。(オンライン整数列大辞典の数列 A000040)[1]
  - 約数の和は480。
- 17番目の安全素数である。1つ前は467、次は503。
  - 2つの連続する素数が共に安全素数となる3番目の数である。1つ前は (7, 11) 、次は (1307, 1319) 。ただし、(p , p + 12 = 60n + 47, 60n + 59) の組み合わせと考えた場合は最小である。
- 479 = 479 + 0 × ω (ωは1の虚立方根)
  - a + 0 × ω (a > 0) で表される48番目のアイゼンシュタイン素数である。1つ前は467、次は491。
- 479 = 479 + 0 × i (iは虚数単位)
  - a + 0 × i (a > 0) で表される47番目のガウス素数である。1つ前は467、次は487。
  - ガウス素数かつアイゼンシュタイン素数である24番目の素数。1つ前は467、次は491。
- 1/479 =0.00208768267223382045929018789144050104384133611691022964509394572025052192066805845511482254697286012526096033402922755741127348643006263048016701461377870563674321503131524008350730688935281837160751565762004175365344467640918580375782881... (下線部は循環節で長さは239)
  - 素数 p の逆数の循環節の長さが (p - 1)/2 となる30番目の素数である。1つ前は467、次は523。(オンライン整数列大辞典の数列 A097443)
- 末尾の2桁が79の4番目の素数である。1つ前は379、次は1279。(オンライン整数列大辞典の数列 A244775)
  - 4…479 の形の最小の素数である。次は44444479。ただし挟まれた数は無くてもいいとすると最小は79。
  - 47…79 の形の最小の素数である。次は47779。
- 479…9 の形の最小の素数である。次は4799。ただし挟まれた数は無くてもいいとすると最小は47。
- 24番目の 8n − 1 型の素数である。この類の素数は x 2 − 2y 2 と表せて、479  = 232 − 2×52 である。1つ前は463、次は487。(オンライン整数列大辞典の数列 A007522)
- 479 = 37 + 41 + 43 + 47 + 53 + 59 + 61 + 67 + 71
  - 9個の連続する素数の和で表せる11番目の数である。1つ前は439、次は515。(オンライン整数列大辞典の数列 A127336)
  - 9個の連続する素数の和で表せる4番目の素数である。1つ前は439、次は593。(オンライン整数列大辞典の数列 A082251)
- Smallest prime with 1 to 12 all quadratic nonresidues.
- 2つの連続する素数をp , q とした時の(p × q ) + (p + q ) の形で表せる7番目の素数である。p = 19 , q = 23 のとき479となる。 1つ前は359、次は719。(オンライン整数列大辞典の数列 A096342)
- 各位の和が20になる4番目の数である。1つ前は398、次は497。(オンライン整数列大辞典の数列 A235229)
  - 各位の和が20になる2番目の素数である。前は389、次は569。(オンライン整数列大辞典の数列 A106760)

## その他 479 に関連すること
- 西暦479年
- 紀元前479年
- Socket 479
- スティーヴンス (USS Stevens, DD-479) は、アメリカ海軍の駆逐艦。
- 国際連合安全保障理事会決議479